# پاریسر ۱۲۵۰۶
سیارک ۱۲۵۰۶ (به انگلیسی: 12506 Pariser، نامگذاری:1998FR108) دوازده هزار و پانصد و ششمین سیارک کشف شده‌است که در ۳۱ مارس ۱۹۹۸ کشف شد.
قدر مطلق سیارک برابر ۱۶.۲ است.